# 男なら
男なら（おとこなら）は、山口県萩市とその周辺で謡われる民謡で、山口県を代表する民謡の一つである。萩市では古くからある歌や踊りのほか、「萩夏まつり」などでよさこい風にアレンジして踊ることもある。

## 楽曲の内容
幕末の長州藩では尊皇攘夷運動が高まり、それを受けて1863年（文久3年）には朝廷より攘夷令が出され、藩士の多くが外国船攻撃のために下関へ集結した。長州藩は関門海峡を通過する外国船に対し砲撃したが、翌1864年にはアメリカ・イギリス・フランス・オランダの四国連合艦隊からの報復攻撃により、萩では甚大な被害を受けた。
そのため、萩で留守を守る藩士の妻や子供たちも外国船の報復攻撃に対抗するため、萩の日本海に面した菊ヶ浜沿いの海岸に土塁を築いた。土塁築造には武士の妻や武家の奥女中の功績が多大であったことから、土塁は「女台場（おなごだいば）」と呼ばれるようになった。その「女台場」築造工事に携わった長州藩士や奇兵隊をはじめとする諸隊士の妻などの女性たちが、作業中に士気を鼓舞するため謡っていたのが「男なら」である。この「女台場」の遺構の一部は現在でも残っている。
女であっても武士の妻なら勇ましく国を守るときいう「萩女の心意気」を謡ったもので、「男なら」の曲名と歌詞は、女性の立場から「もしも自分が男であったなら」という意味である。その点がのちに作られた軍歌「男なら」とは異なる。
山口県文書館によれば、「男なら」の歌詞にはいくつかのバリエーションと改変がある。 歌詞の内容は、1番は「（もしも自分が）男なら、槍を担いで中間（ちゅうげん）として下関について行きたい。自分は女だが武士の妻だから、（外国の軍勢が萩に攻めてくるような）国の一大事と聞いたら（外国の軍勢を）追い出したい。神功皇后を手本として国を守る」というものである。
正調「男なら」保存会による歌詞は4番まであり、各番の最後には「オーシャーリシャーリ」（「おっしゃるとおり」の意味）という囃子が入る。レコードなどでは歌手によっては2番ないしは3番までしか歌わないこともある。
山口県文書館は歌詞のバリエーションとして、村田清風の孫にあたる村田峰次郎（1857年〈安政4年〉生）が記憶し自身の著書『防長近世史談』（1927年〈昭和2年〉刊）に記載した歌詞や、『山口県の民謡』に記載された福永キクエ（1909年〈明治42年〉生）伝承の歌詞を記録として例示している。
地元でも一部の伝承者を除いて長らく忘れられていたが、1935年（昭和10年）10月、萩市助役の市川一郎の母タツ（当時88歳）が記憶していたとして突如復活し、時代の波に乗り、1936年（昭和11年）に音丸のレコードがヒットして広く知られた。その後は赤坂小梅のレコードもヒットして、「炭坑節」などと同様に全国的な人気を呼んだ。日本と世界が戦争に突入していく1930年代の時代の空気の中で、「外国の軍勢から勇ましく国を守る」という心意気を謡ったこの歌が人々の記憶に甦り復活を遂げた。

## 土産菓子
萩市にはかつて、この民謡をモチーフとした饅頭「防長銘菓 男なら」があり、萩市の土産菓子の一つとなっていた。黄身餡を饅頭皮の生地で包んだシンプルな饅頭だが、平たい饅頭の上部に毛利家の家紋である「一に三つ星紋」が象られているのが特徴であった。製造していたのは萩地域を商圏とする地元企業の有限会社神戸屋ベーカリーである。
有限会社神戸屋ベーカリーが製造販売していた土産菓子には他に、萩市の特産物である夏みかんを使用した「夏みかんサブレ」や、一口大のバウムクーヘンの中にクリームを入れた「萩日記」があった。しかし神戸屋ベーカリーは経営悪化のため2012年8月に廃業してしまい、これらの菓子は現在作られていない。
なお、有限会社神戸屋ベーカリーは、大阪市に本社を置く製パン大手の株式会社神戸屋とは関係ない。